# Martine de Jager
Martine de Jager (Dordrecht, 23 maart 1974) is een Nederlands zangeres en actrice. Ze speelde in diverse musicals in Nederland, Duitsland en België. Op 2 juni 2008 won De Jager een John Kraaijkamp Musical Award voor haar rol in "Verplichte Figuren". In 2020 sprak De Jager de stem in van mevrouw Mouton in de animatiefilm 100% Wolf. De Jager is sinds 2022 vooral bekend van haar rol als bakkerin Florentine in Samson en Marie.

## Opleiding
- Havo voor muziek en dans, Rotterdam
- Rotterdams conservatorium
- Academie voor lichte muziek, Hilversum

## Musical/muziektheater
- Prinsestheater Rotterdam, "Vedette" (2003-2005)
- Op de Thee met Martine, High tea theaterprogramma (2006- )
- The Wiz, tante Em en understudy van Sadista (2006-2007)
- Verplichte Figuren, comedy musical (2007-2008)
- Dagboek van Anne Frank, Mevrouw van Daan, Toneel (2009)
- Tanz der Vampire, Rebecca, Metronom Theater, Oberhausen, Duitsland (2009-2010)
- Tanz der Vampire, Rebecca, Palladium Theater, Stuttgart, Duitsland (2010)
- Sister Act, Schwester Mary Patrick,  Hamburg, Duitsland & Oberhausen, Duitsland (2010-2014)
- Wickie de Musical van Studio 100 (2015)
- Brasschaatse Huisvrouwen (2017 en 2022)
- ‘40-‘45 van Studio 100 (2018-2020) en vanaf 2024 in de Nederlandse versie '40-'45, de Musical
- Kinky Boots van de Graaf en Cornelissen Entertainment  (2019-2020)
- Mega Mindy en de onzichtbare ekster, Studio 100, Commissaris Angine (theatertour Nederland en België, 2023-2024)
- Samson & Marie kerstshow, Studio 100 Bakkerin Florentine (2023- )
- De Padelburen (theatertour België, 2024)

## Prijzen
Op 2 juni 2008 won De Jager een John Kraaijkamp Musical Award in de categorie "Beste Vrouwelijke bijrol in een Kleine Musical" voor haar rol in "Verplichte Figuren".

## Televisie
- In de Huid Van.. (Talpa, 2005)
- PaPaul (2005)
- Mooi! Weer De Leeuw (2008)
- "Het Snitzelparadijs" BNN (2008-2009)
- Chez Nous (2013)
- Dit zijn wij (KRO-NCRV, 2019)
- Baantjer het begin (RTL 4 / Videoland 2020)
- James de Musical (Play4, 2021)
- Samson & Marie: IJsjestijd (Ketnet, 2022)
- Flikken Maastricht (AVROTROS, 2023)
- Medisch Centrum West (SBS6, 2025)